# Two Perfect Gents
Two Perfect Gents è un cortometraggio muto del 1910 diretto da Frank Wilson.

## Trama
Alcuni vagabondi cambiano abito con degli ufficiali di marina.

## Produzione
Il film fu prodotto dalla Hepworth.

## Distribuzione
Distribuito dalla Hepworth, il film - un cortometraggio di 122 metri - uscì nelle sale cinematografiche britanniche nel novembre 1910.
Si conoscono pochi dati del film che, prodotto dalla Hepworth, fu distrutto nel 1924 dallo stesso produttore, Cecil M. Hepworth. Fallito, in gravissime difficoltà finanziarie, il produttore pensò in questo modo di poter almeno recuperare il nitrato d'argento della pellicola.